# Ball Fighter
Ball fighter — видеоигра в жанре головоломки, разработанная польской компанией Destan Entertainment и выпущенная для персональных компьютеров под управлением Microsoft Windows в 2006 году. Обновлённая версия игры была выпущена для платформы Nintendo DSi через средство цифровой дистрибуции DSiWare в 2009 году. Игра представляет собой головоломку, в основе которой лежит группирование вместе одинаковых элементов.
Ball fighter получила смешанные отзывы игровой прессы. Журналисты её хвалили за увлекательный игровой процесс, но критиковали за техническое исполнение, а также отмечали схожесть с Magical Drop.

## Игровой процесс

Снимок игрового процесса на Nintendo DSi

Ball fighter — игра-головоломка, в основе которой лежит группирование вместе одинаковых элементов. Игровое поле представляет собой прямоугольник, в верхней части которого появляются разноцветные сферы и падают вниз с определённой скоростью. Управляя находящимся в нижней части поля курсором игрок может захватывать сферы одного цвета, перемещаться по диагонали и выстреливать сферы обратно на поле. Если в результате этих манипуляций образуется ряд из трёх или более сфер одного цвета, такой ряд пропадает с экрана. В образовавшиеся пустоты проваливаются находящиеся рядом сферы, которые в свою очередь тоже могут собрать группу из трёх и после этого исчезнуть. Если у игрока получается вызвать цепную реакцию из более чем двух исчезновений подряд, ему начисляются «комбо»-очки, благодаря которым можно выбросить больше сфер на поле противника в многопользовательской игре или игре против компьютера. Игра считается проигранной когда хотя бы одна сфера достигает нижней части экрана.
В оригинальной версии для Windows используется трёхмерная графика и присутствуют три однопользовательских режима — Arcade, Survival и Player vs CPU. В режиме Arcade игра состоит из уровней, для завершения каждого из которых необходимо убрать с экрана определённое количество сфер. С каждым уровнем необходимое к уничтожению количество сфер и скорость их падения увеличиваются. Режим Survival представляет собой один бесконечный уровень, в котором от игрока требуется продержаться максимально долго. В режиме Player vs CPU в игре появляется поле управляемого компьютером противника, который так же как и игрок должен освобождать поле от падающих сфер. Исчезнувшие с одного поля сферы появляются на поле противника.
В версии для Nintendo DSi была полностью перерисована графика, в результате чего представление игрового поля стало полностью двухмерным. Помимо изменённой графики, был добавлен новый режим однопользовательской игры — Brain Breaker. В этом режиме используются оба экрана приставки, на которых находятся независимые друг от друга поля, на которых в противоположные стороны падают сферы. Игроку необходимо играть на обоих полях одновременно, на одном из них управляя курсором кнопками, а на другом — крестовиной. При этом, как и при игре с противником, исчезнувшие шары появляются на другом поле. Целью игры в этом режиме является поддерживание обоих полей в балансе и не дать сферам достигнуть противоположного края.
В обоих версиях игры присутствует многопользовательский режим для двух игроков аналогичный по игровому процессу Player vs CPU, но в котором вместо компьютера на обоих полях играют люди. Многопользовательский режим на Nintendo DSi реализован с использованием одной приставки, где, как и в режиме Brain Breaker, игра идёт на двух экранах, а курсоры на них независимо управляются кнопками и крестовиной.
Также в обоих версиях помимо разноцветных шаров присутствуют три дополнительных предмета: ракета, бомба и кисть. Ракета уничтожает 3 случайных сферы на экране, бомба уничтожает квадрат 3x3 в месте попадания, а кисть перекрашивает вертикальный ряд шаров в другой цвет.

## Разработка и выпуск
Ball Fighter была разработана польской студией Destan Entertainment. Сообщение о начале работы над игрой было опубликовано 19 декабря 2003 года на сайте разработчика. Геймдизайнером игры является Дариуш Зентара (пол. Dariusz Ziętara).
Ball Fighter была выпущена для Microsoft Windows 9 мая 2006 года. Издателем игры в Польше стала компания Merlin Games. В том же году разработчиками игры была образована новая компания-издатель и разработчик игр Teyon, а Destan Entertainment стала её частью. В 2007 Teyon выпустила обновлённую версию Ball fighter для Windows под названием Ball Fighter 2007. 27 мая 2009 когда компания анонсировала DSiWare-версию игры для платформы Nintendo DSi. Эта версия была выпущена 7 декабря 2009 года в Северной Америке, а 2 июля 2010 года — в Европе.

## Отзывы
| Иноязычные издания | Иноязычные издания |
| Издание            | Оценка             |
| ------------------ | ------------------ |
| Nintendo Life      | 7/10               |
| Nintendo Power     | [ 13 ]             |
| ONM                | 70 %               |

Дезри Тёрнер с сайта Nintendo Life назвала Ball Fighter увлекательной игрой-головоломкой и похвалила Teyon за их решение портировать её на Nintendo DSi. Из негативных моментов она назвала неподходящую по тематике музыку, долгие загрузки и неблагозвучное название. Тем не менее Тёрнер отметила, что недостатки не мешают получать удовольствие от игры.Рецензент Official Nintendo Magazine охарактеризовал игру как «любопытную вариацию жанра три в ряд» и как компетентного «убийцу времени», при этом оговорившись, что игра не дотягивает до уровня таких головоломок как Dr. Mario и Planet Puzzle League.
Обозреватель журнала Nintendo Power Фил Теобальд негативно отозвался о Ball Fighter, назвал её «пресной интерпретацией» Magical Drop. Единственным положительным моментом игры он назвал многопользовательский режим с использованием одной приставки Nintendo DS и похвалил разработчиков за изобретательность.